# Euskaltel-Euskadi/2001
Deze pagina geeft een overzicht van de wielerploeg Euskaltel-Euskadi in 2001.

## Algemeen
Sponsors: Euskaltel (Telefonieaanbieder), Euskadi (Baskische overheid)
Algemeen manager: Miguel Madariaga
Ploegleiders: Julián Gorospe, Rubén Gorospe
Fietsen: Zeus/Orbea

## Renners
| Naam                    | Geboortedatum | Nationaliteit | Ploeg 2000             |
| ----------------------- | ------------- | ------------- | ---------------------- |
| Gorka Arrizabalaga      | 14-04-1977    | Spanje        |                        |
| Mikel Artetxe           | 24-09-1976    | Spanje        |                        |
| Ángel Castresana        | 29-02-1972    | Spanje        |                        |
| Íñigo Chaurreau         | 14-04-1973    | Spanje        |                        |
| Txema del Olmo          | 26-04-1973    | Spanje        |                        |
| Rubén Díaz de Cerio     | 25-05-1976    | Spanje        |                        |
| David Etxebarria        | 23-07-1973    | Spanje        | O.N.C.E.-Deutsche Bank |
| Unai Etxebarria*        | 21-09-1972    | Venezuela     |                        |
| Lander Euba             | 15-10-1977    | Spanje        | Stagiair               |
| Bingen Fernández        | 15-12-1972    | Spanje        |                        |
| Igor Flores             | 05-12-1973    | Spanje        |                        |
| Iker Flores             | 28-07-1976    | Spanje        |                        |
| Gorka Gerrikagoitia     | 07-12-1973    | Spanje        |                        |
| Ramón González Arrieta  | 12-05-1967    | Spanje        |                        |
| David Herrero           | 18-10-1979    | Spanje        | Neoprof                |
| Iñaki Isasi             | 20-04-1977    | Spanje        |                        |
| Roberto Laiseka         | 17-06-1969    | Spanje        |                        |
| Iñigo Landaluze         | 09-05-1977    | Spanje        | Neoprof                |
| Alberto López de Munain | 12-03-1973    | Spanje        |                        |
| José Alberto Martínez   | 10-09-1975    | Spanje        |                        |
| Iban Mayo               | 19-08-1977    | Spanje        |                        |
| Samuel Sánchez          | 05-02-1978    | Spanje        |                        |
| David Seco              | 17-03-1973    | Spanje        | Neoprof                |
| Aitor Silloniz          | 17-02-1977    | Spanje        |                        |
| Josu Silloniz           | 08-02-1978    | Spanje        |                        |
| Haimar Zubeldia         | 01-04-1977    | Spanje        |                        |
| Joseba Zubeldia         | 01-04-1977    | Spanje        | Stagiair               |

* Hoewel Unai Etxebarria op een Venezolaanse licentie rijdt, is hij van Baskische afkomst en mag daarom statutair voor Euskaltel rijden.

## Belangrijke overwinningen
| Ruta del Sol 5e etappe: Mikel Artetxe Ronde van het Baskenland 4e etappe: Ángel Castresana Ronde van Valencia 3e etappe: David Etxebarria Critérium du Dauphiné 3e etappe: Unai Etxebarria 6e etappe: Iban Mayo Ronde van La Rioja 4e etappe: Igor Flores Ronde van Frankrijk 14e etappe: Roberto Laiseka Clásica Internacional de Alcobendas y Villalba 2e etappe: Alberto López de Munain Ronde van Asturië 5e etappe: Alberto López de Munain Alpenklassieker Winnaar: Iban Mayo Grand Prix du Midi Libre Eindklassement: Iban Mayo Spaans kampioenschap veldrijden Winnaar: David Seco Catalaanse Week 3e etappe: Aitor Silloniz |

1994 · 1995 · 1996 · 1997 · 1998 · 1999 · 2000 · 2001 · 2002 · 2003 · 2004 · 2005 · 2006 · 2007 · 2008 · 2009 · 2010 · 2011 · 2012 · 2013